# Belanghebbende (organisatie)

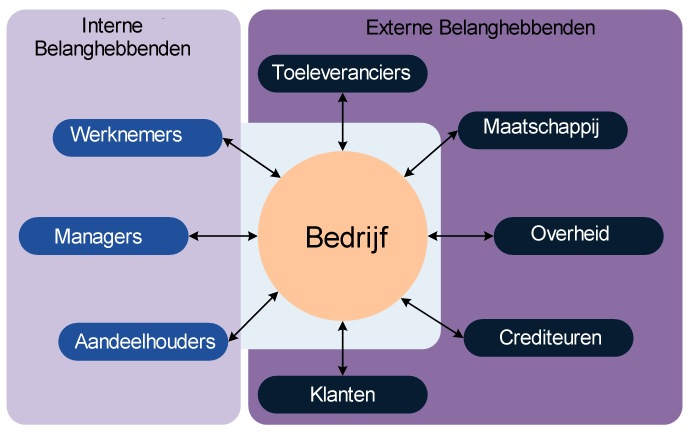
Overzicht van de typische belanghebbenden bij een bedrijf.

Een belanghebbende of stakeholder is een persoon of organisatie die invloed ondervindt (positief of negatief) of zelf invloed kan uitoefenen op een specifieke organisatie, een overheidsbesluit, een nieuw product of een project. In 1984 introduceerde Amerikaans hoogleraar Edward Freeman het begrip 'stakeholdermanagement' als een alternatief voor gangbare benaderingen van strategisch management.

## Belanghebbendenanalyse
Er zijn verschillende indelingen van belanghebbenden gangbaar. Voor ondernemingen zijn bekende belanghebbenden bijvoorbeeld eigenaren / aandeelhouders, werknemers, leveranciers, banken, klanten, overheid, milieuorganisaties en omwonenden.
Door de invloed die sommige belanghebbenden kunnen uitoefenen is het voor ondernemingen belangrijk om rekening te houden met belanghebbenden. De invloed kan zowel positief als negatief zijn op het verwezenlijken van het bedrijfsbelang.

### Dreiging, samenwerking
Savage et al. delen belanghebbenden in volgens een matrix:
- naar de mate waarin de belanghebbenden een dreiging kunnen vormen voor de organisatie
- en de mate waarin de belanghebbenden willen samenwerken met de organisatie.

Opgemerkt wordt dat belanghebbenden niet voor elk bedrijf in dezelfde categorie hoeven te vallen. Omwonenden van een daklozencentrum zouden bijvoorbeeld zowel ondersteunend als niet ondersteunend kunnen zijn. In een tijd van veel overlast zouden de omwonenden zelfs kunnen verschuiven van de ene naar de andere categorie.
Hoewel niet elke categorie belanghebbende even belangrijk is, is het voor organisaties belangrijk deze actief te monitoren. Een verschuiving van categorie kan een andere actie noodzakelijk maken.

### Intern, extern en interface
Belanghebbenden kunnen ook worden ingedeeld op basis van hun relatie en invloed ten opzichte van de organisatie:
- Interne belanghebbenden bevinden zich binnen de organisatie (bijvoorbeeld werknemers, managers, aandeelhouders, investeerders, ondernemingsraad).
- Externe belanghebbenden zijn logischerwijs alle belanghebbenden van buitenaf, zoals leveranciers, klanten, crediteuren, concurrenten, business experts of de media.
- Interface belanghebbenden kunnen door middel van wet- en regelgeving een invloed uitoefenen op de organisatie (om hier gemakkelijk achter te komen kan men de DESTEP-analyse uitvoeren).

Neem bijvoorbeeld het pensioenfonds, zowel de werknemers die pensioenpremie betalen als de mensen die een pensioen krijgen zijn extern. Of een gevangenis, zowel de gevangenen als de overheid, die het geheel betaalt, zijn extern.

### Primair, secundair
De invloed die belanghebbenden kunnen uitoefenen op de organisatie vormt een derde manier van belanghebbendenanalyse.
- Primaire belanghebbenden zijn van redelijk tot groot direct belang voor een organisatie, zoals werknemers, leveranciers en lokale overheden.
- Secundaire belanghebbenden zijn belanghebbenden die geen direct belang hebben bij de organisatie maar wel van invloed kunnen zijn op het bedrijf. Internationale organisaties, de Europese Unie maar ook media zijn hier voorbeelden van.